# Gioacchino Criaco
Pour les articles homonymes, voir Criaco.
Gioacchino Criaco, né le 3 mars 1965 à Africo, dans la région de la Calabre, est un romancier italien.

## Biographie
Il naît à Africo dans la région de la Calabre en 1965. Il étudie le droit à Bologne et exerce comme avocat à Milan pendant une vingtaine d'années, avant de revenir s'installer à Africo dans le but de devenir écrivain.
Il publie en 2008 un premier roman policier Les Âmes noires (it) (Anime nere). L'art dont il fait preuve pour décrire la beauté et la noirceur de sa Calabre natale et la manière dont il décrit les turpitudes et les méfaits de la mafia calabraise lui vaut de recevoir pour ce premier roman un excellent accueil critique en Italie. Après cette première réussie, Criaco poursuit sa carrière de romancier, signant également des nouvelles et des articles pour la presse italienne. Il écrit notamment les romans policiers American taste (American Taste) et La Soie et le Fusil (Il Saltozoppo).
En 2014, le réalisateur Francesco Munzi adapte le roman Les Âmes noires au cinéma sous le même titre éponyme. Comme le livre, le film est un succès. Il est sélectionné en compétition officielle à la Mostra de Venise 2014, où il est lauréat du prix Pasinetti, et remporte aussi neuf David di Donatello et trois Ruban d'Argent en Italie.
Son frère, Pietro Criaco (it), est un mafieux italien, membre de la 'Ndrangheta de la famille Cordi.

## Œuvre

### Romans
- Anime nere (2008) Publié en français sous le titre Les Âmes noires, traduction de Leila Pailhès, Paris, Métailié, coll. « Bibliothèque italienne », 2011 (ISBN 978-2-86424-769-2)
- Zefira (2009)
- American Taste (2011) Publié en français sous le titre American taste, traduction de Serge Quadruppani, Paris, Métailié, coll. « Bibliothèque italienne », 2013 (ISBN 978-2-86424-933-7)
- Il Saltozoppo (2015) Publié en français sous le titre La Soie et le Fusil, traduction de Serge Quadruppani, Paris, Métailié, coll. « Bibliothèque italienne », 2018 (ISBN 979-10-226-0767-4)
- L'agenda ritrovata (2017)
- La maligredi (2018), en français La Maligredi (2022)

### Nouvelles
- Perduta gente (2012) Publié en français sous le titre Gens perdus dans le recueil collectif Bel Paese, traduction de Serge Quadruppani, Paris, Métailié, coll. « Bibliothèque italienne », 2013 (ISBN 978-2-86424-926-9)
- La Strategia del Porco (2013)

## Adaptation cinématographique
- 2014 : Les Âmes noires (Anime nere), film italien réalisé par Francesco Munzi d'après le roman éponyme, avec Marco Leonardi et Barbora Bobulova